# Amblystegium rishiriense
Amblystegium rishiriense är en bladmossart som beskrevs av Hiroshi Kanda 1975 [1976. Amblystegium rishiriense ingår i släktet Amblystegium och familjen Amblystegiaceae. Inga underarter finns listade i Catalogue of Life.